# ペペサナ・パタフィロ
ペペサナ・パタフィロ（Pepesana Patafilo、1997年5月29日 - ）は、ニュージーランド出身のラグビーユニオン選手。ジャパンラグビーリーグワンの九州電力キューデンヴォルテクスに所属している。

## 経歴
ウェリントン・カレッジでは、一軍のセンターで活躍。2015年に、ウェリントンのタワRFCに加入。同年、U19ウェリントンのキャプテンを務め、2016年にはジュビリーカップ優勝を果たした。
2019年、ニュージーランド州代表選手権（NPC）のウェリントン・ライオンズに加入し、ホークス・ベイ戦でNPCデビュー。
2021年、スーパーラグビーのハリケーンズに加入。2023年にはクルセイダーズ、2024年からはモアナ・パシフィカに移る。
2025年7月、ジャパンラグビーリーグワンの九州電力キューデンヴォルテクスに入団した。